# کربیمورساید
latitudeکربیمورسایدlongitudeکربیمورساید
کربیمورساید (به انگلیسی: Kirkbymoorside) یک شهرک در بریتانیا است که در انگلستان واقع شده‌است.

## خصوصیات
کربیمورساید ۲٬۲۸۰ نفر جمعیت دارد.